# Distretto di Arghandab
Il distretto di Arghandab è un distretto dell'Afghanistan appartenente alla provincia di Kandahar. Viene stimata una popolazione di 60.200 abitanti (dato 2012-13).